# Seidewinkel

Luftbild

Seidewinkel, obersorbisch Židźinoⓘ, ist ein Dorf in der ostsächsischen Oberlausitz. Es ist ein Ortsteil der Gemeinde Elsterheide und liegt im Landkreis Bautzen.

## Geografie

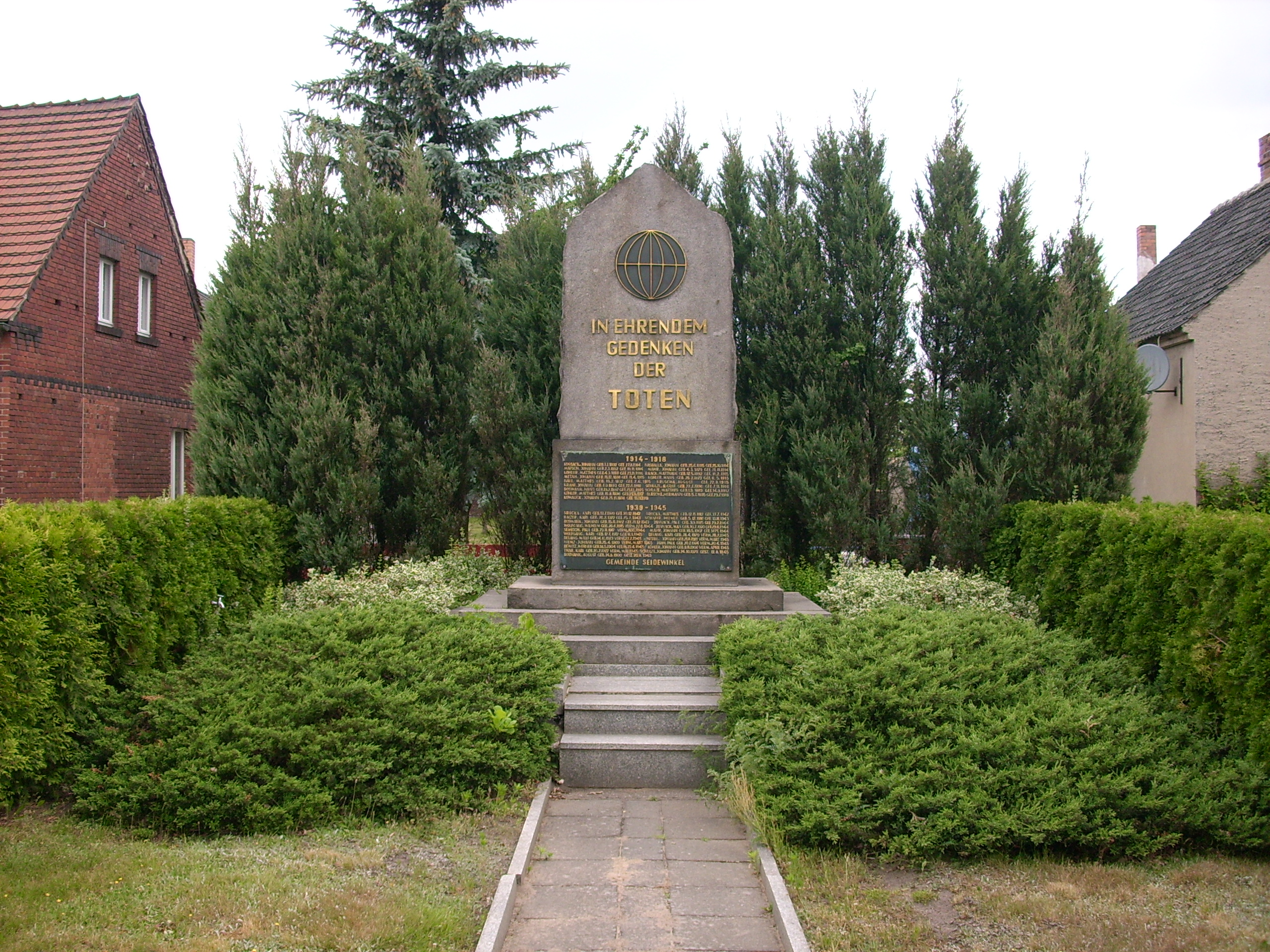
Kriegerdenkmal

Seidewinkel liegt etwa einen Kilometer nördlich der Stadt Hoyerswerda und gehört damit zum Siedlungsgebiet der Sorben. Zum Ortsteil Seidewinkel gehört auch die etwa 900 Meter nordöstlich liegende Ortslage Klein Seidewinkel.

## Geschichte
Nach gegenwärtigem Kenntnisstand wurde Seidewinkel (Židźino) in einer am 28. März 1401 – am Montag nach Palmarum – in Prag ausgestellten Urkunde erstmals erwähnt. Die betreffende Urkunde befand sich ehemals im Staatsarchiv Breslau und gilt als Kriegsverlust. Sie ist in Oberlausitzer Beiträge – Festschrift für Richard Jecht, Görlitz 1938, Seite 230 enthalten.
Heinrich von der Duba übte (nach Knothe) seine erbherrschaftlichen Rechte bis 1441 aus. Durch Kriege, Heirat, Verkauf oder Verpfändung unterstand die Herrschaft Hoyerswerda und damit auch Seidewinkel den unterschiedlichsten Regierungen und Herrschaften – gehörte zeitweise zu Böhmen (und somit von 1469 bis 1493 zu Ungarn), Sachsen oder Preußen.
Der Ort lag damals wahrscheinlich weiter westlich in einem Bogen der Schwarzen Elster. Der Fluss brachte oft Überschwemmungen, unter denen die Dorfbevölkerung und seine Ackerflächen zu leiden hatten. Daher haben die Bauern ihrer Höfe später am jetzigen Ort angelegt.

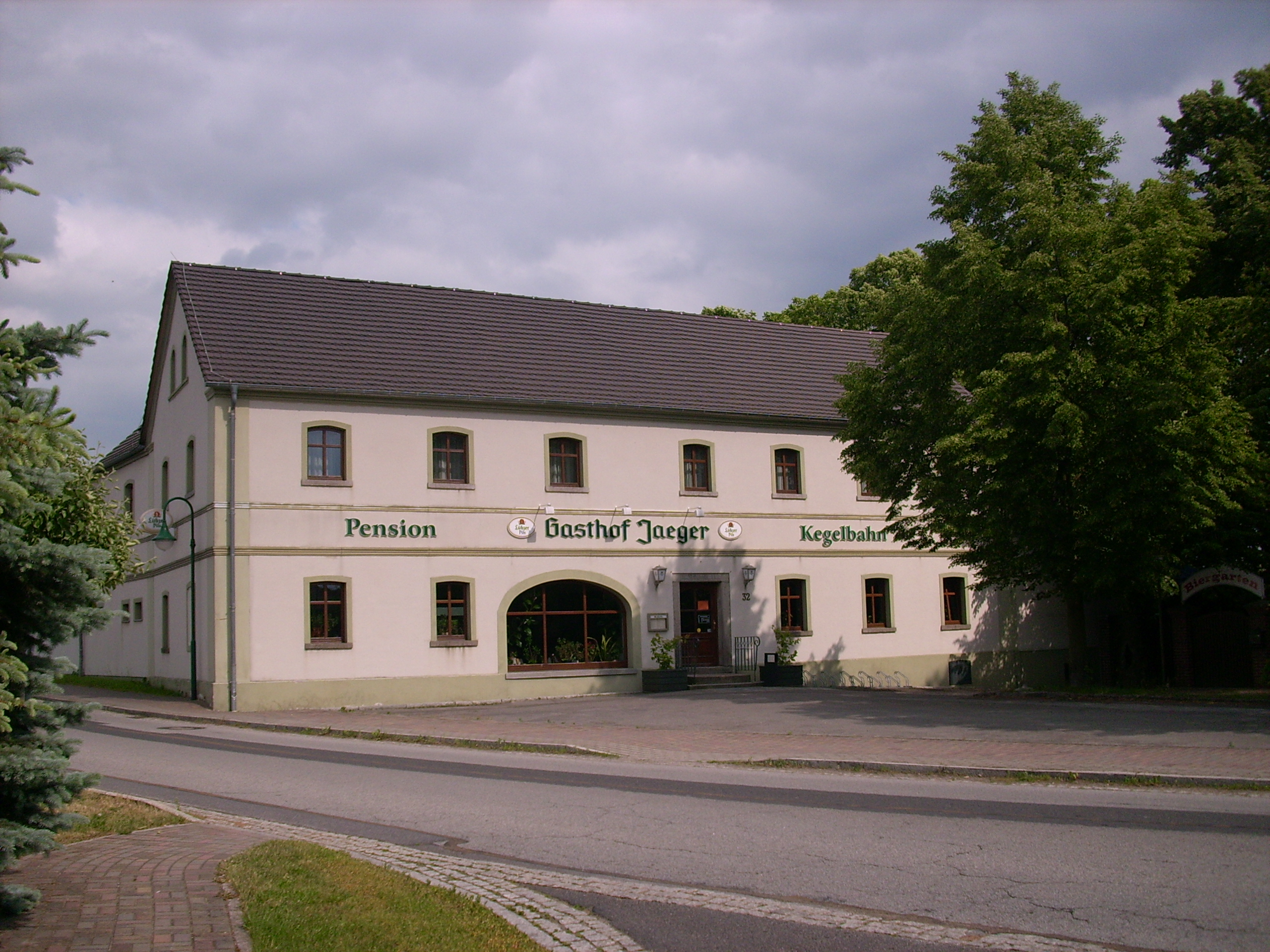
Gasthof in Seidewinkel

Die Einwohner des Dorfs hatten dem Schloss-Vorwerk Hoyerswerda Dienste zu leisten. „Wenn von Herrschafts-Bediensteten jemand heraus kam, so musste diese der Richter selbst versorgen.“ Im Jahr 1744 verzeichnet die Frenzel-Chronik für Seidewinkel u. a. zwei Richtergüter und für das Jahr 1852 verzeichnet die Kullmann-Chronik vier Erbrichtergüter.
Nach den Beschlüssen des Wiener Kongresses 1815 kam das Gebiet der Herrschaft Hoyerswerda infolge der Teilung des Königreiches Sachsen zu Preußen, anfangs zur Provinz Brandenburg. Im Jahr 1825 wurde Hoyerswerda dem Regierungsbezirk Liegnitz in der Provinz Schlesien als selbständiger Kreis angegliedert.
1874 wurde ein Standesamt eingerichtet. Vor diesem Jahr wurden Geburten, Hochzeiten und Todesfälle in den Kirchenbüchern der Johanneskirche Hoyerswerda registriert. Zum Standesamtsbereich Seidewinkel gehörten auch die Dörfer Neuwiese, Bergen und Kühnicht. Als erster Standesbeamter wird in den Urkunden ein V. Kujawa (1874/1875) gefunden.
Im Jahr 1922 wurde die „Strom-Versorgungs-Genossenschaft e. G.m.b.H Seidewinkel“ erstmals erwähnt. Die Genossenschaft war Mitglied im Verband der Schlesischen Landbungenossenschaften e. V. Breslau. Diese baute im Jahr 1923 eine Hochspannungsleitung, eine Transformatorenstation und das Ortsverteilnetz in Freileitungsbauweise. Der Strom wurde von der Ilse Bergbau Aktiengesellschaft bezogen. Die erste Rechnung im März 1923 bezifferte 115 kWh für den Preis von 43.355,00 Mark zuzüglich der Kohlensteuer in Höhe von 1599,00 Mark. Klein Seidewinkel wurde erst im Jahr 1947 an das Ortsstromnetz angeschlossen.
Seidewinkel war einst von unzähligen Gräben durchzogen und von vielen Teichen umgeben. Durch die Ausweitung der Braunkohletagebaue wurde der Grundwasserstand auch um Seidewinkel immer weiter abgesenkt, sodass die Wasserversorgung über die bis dahin vorhandenen Brunnen für Haus und Hof nicht mehr ausreichte. Die Ilse Bergbau AG begann in den Jahren 1929/1930 mit dem Bau einer Wasserleitung von Bergen nach Seidewinkel. Durch dieses vorhaben fanden viele Männer eine gut bezahlte Arbeit. Seidewinkel wurde damit an die zentrale Fernwasserversorgung Senftenberg angeschlossen. In diese Zeit fällt wahrscheinlich auch der Bau des Seidewinkler Wasserturmes, in dem das durch den Laubuscher Wasserturm bereitgestellte Wasser gespeichert wurde. 1931 wurde die Wasserleitung auf der Dorfstraße verlegt und die Häuser an das Leitungsnetz angeschlossen. In den Jahren 1934/1935 wurde auch Klein Seidewinkel an das Wasserversorgungsnetz angeschlossen.
Von 1958 bis 1990 hatte im Ort die Künstlerische Produktionsgenossenschaft Neu Form (KPG), Entwurfs- und Ausführungswerkstätten für angewandte Kunst, ihren Sitz. Dieser gehörten zeitweise bis zu 50 Kunsthandwerker, Bildhauer, Innenarchitekten und ähnliche Kunstschaffende an, die u. a. Schmuck, Möbel und Kunstwerke für den öffentlichen Raum schufen.
Seidewinkel bildete vom 1. Januar 1991 bis zum 30. Juni 1995 mit Nardt und Bergen-Neuwiese eine Verwaltungsgemeinschaft, war jedoch eine weitgehend selbstständige Gemeinde mit einer ehrenamtlichen Bürgermeisterin.
Zum 1. Juli 1995 schlossen sich Seidewinkel und weitere acht Gemeinden zur Gemeinde Elsterheide mit Verwaltungssitz in Bergen zusammen. Neben dem Aufbau der Infrastruktur und den gemeinsamen Aufgaben bei der Bergbausanierung sollen der ländliche Status und somit die Sitten und Bräuche in den einzelnen Ortsteilen erhalten werden.
Mit den verschiedenen Arten seiner Trachten und der kirchlichen Verwaltung gehört Seidewinkel zum Kirchspiel Hoyerswerda (Gemeinde der Johanneskirche Hoyerswerda).

## Ortsname
Die Schreibweise des Ortsnamens wandelte sich im Laufe der Jahrhunderte von Sydewinkel (1401), Seydewingkil (1462) und Seydewinckel (1568) zur heutigen deutschen Form, bzw. über Schidziny (1800) und Zidźin (1831) zur heutigen sorbischen. Sehr wahrscheinlich weist der Name auf ein Dorf im Winkel zwischen zwei Wasserläufen hin, analog zu ähnlichen sorbischen Ortsnamen wie Židow, abgeleitet von žid – „flüssig“.
In der Chronik von Pfarrer Salomon Gottlob Frentzel finden wir 1744: „Es hat seinen Namen von dczi denuko, ist das, gehe in den Winkel, es liegt gleichsam als wie in einem Winkel, gegen dem Holze zu.“ Im Kullmann-Verlag heißt es 1852: „Seidewinkel lag sonst weiter westlich unweit der Elster, links des jetzigen Dammes, wo ein ziemlich großes Ackerstück von 2 Seiten mit Wasser eingeschlossen (gleich einem Winkel) noch jetzt ‚stare‘ (alt) genannt wird.“ Jan Meschgang erklärt den Namen jedoch in Ortsnamen der Oberlausitz 1973 wie folgt: „Seidewinkel scheint der im Winkel gelegene Ort eines Seidel gewesen zu sein, d. h. abseits im Hoyerswerdaer Forst hinter der Schwarzen Elster. Seidel ist eine Kurzform von Siegfried.“

## Bevölkerung und Sprache
Für seine Statistik über die sorbische Bevölkerung in der Oberlausitz ermittelte Arnošt Muka in den achtziger Jahren des 19. Jahrhunderts eine Bevölkerungszahl von 408, darunter 407 Sorben und nur ein Deutscher. Ernst Tschernik zählte 1956 einen sorbischsprachigen Bevölkerungsanteil von noch 73,3 %. Seitdem ist der Gebrauch des Sorbischen im Ort weiter zurückgegangen.
Einige alte sorbische Bräuche bestimmen jedoch bis heute das Dorfleben. Dazu zählen das Zampern und das Fastnachtsbiertrinken der Männer während der Faschingszeit. Am 30. April folgt das jährliche Hexenbrennen und im Mai das Maibaumwerfen.

## Ortsbild

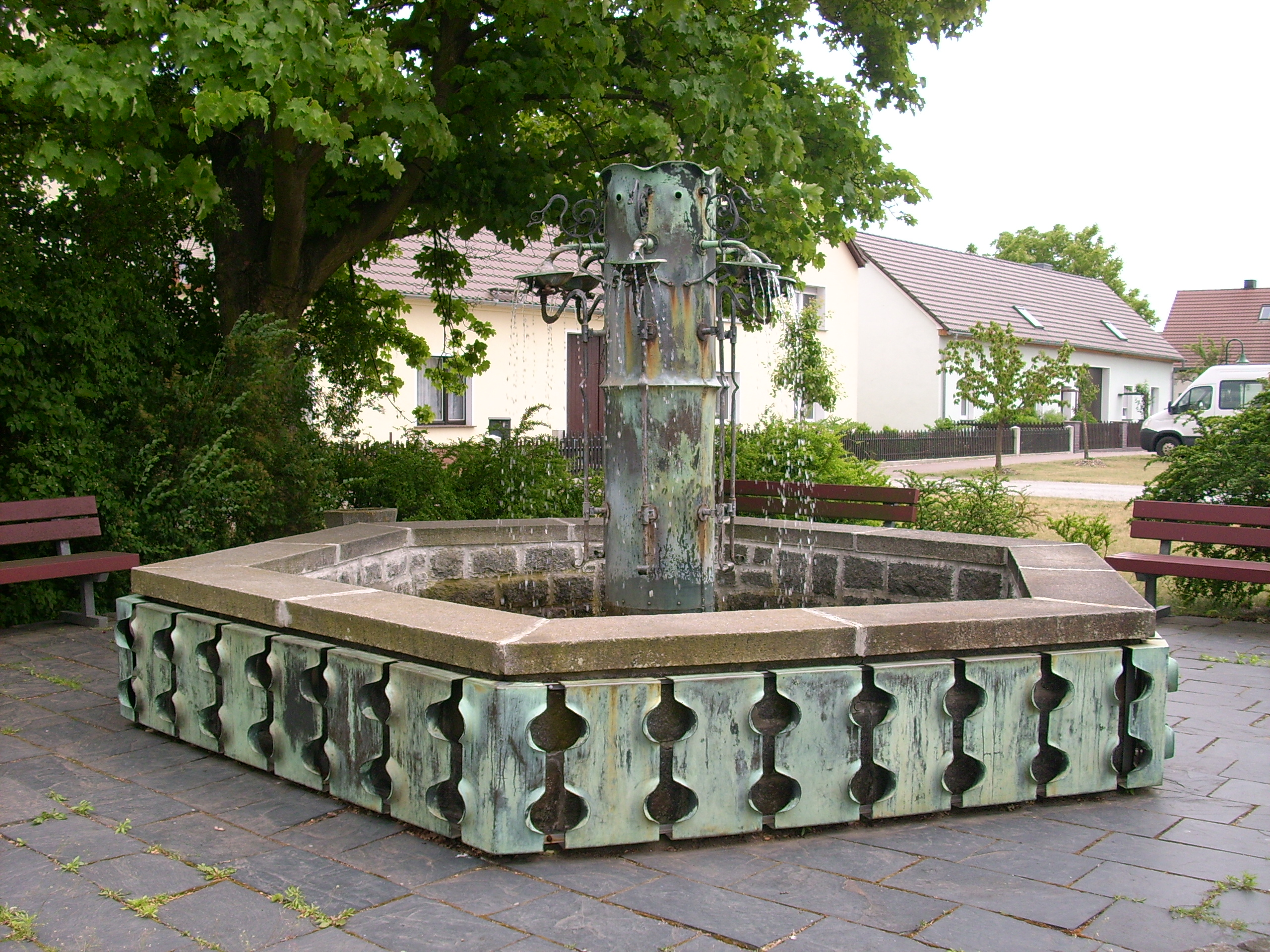
Springbrunnen im Ortszentrum

Mittelpunkt des Dorfes ist der Platz um die Friedenseiche und den Springbrunnen. Seidewinkel verfügt über einen Bolzplatz, einen Volleyballplatz, einen Kinderspielplatz, einen Friedhof, eine kleine Kapelle und eine Gaststätte.

## Mit Seidewinkel verbundene Persönlichkeiten (alphabetische Reihung)
- Peter Bathke (1935–2025), Innenarchitekt, Metallgestalter und Maler
- Karl-Heinz Steinbrück (1932–2000)[11], Kunstschmied
- Manfred Vollmert (* 1937), Metallgestalter
- Dieter Zimmermann (* 1942), lebte als Mitglied der Genossenschaft „neue Form“ von 1973 bis 1981 in Seidewinkel